# Wilhelm Heinrich von der Tanne
Reichsfreiherr Wilhelm Heinrich von der Tanne (auch: von der Thann) (* 13. Februar 1710 in Franken; † 22. März 1790 in Auras im Landkreis Wohlau) war preußischer Oberst, Kommandeur eines Grenadier-Bataillons sowie Erbherr auf Polnisch Würbitz, Nordheim, Huflar und Leipach in Schlesien.

## Leben

### Herkunft
Seine Eltern waren Otto Engelhardt von der Tann (Tanne) (1669–1720) und dessen Ehefrau Freiin Christiane Philippine Stiebar von Buttenheim (* 1676). Sein Vater war Erbherr auf Nordheim und Huflar.

### Werdegang
Er ging 1729 in sachsen-eisenachsche Dienste, kam dort in das Infanterie-Regiment, kämpfte in Italien und 1734/35 am Rhein. Er trat 1740 mit dem Regiment Eisenach in preußische Dienste, wo es das Infanterie-Regiment Nr. 40 bildete. Dort avancierte er 1743 zum Stabshauptmann. Während des Zweiten Schlesischen Krieges geriet er am 23. Oktober 1744 bei der Kapitulation von Schloss Frauenberg in Böhmen in Gefangenschaft. Dennoch wurde er bereits am 1. November 1744 zum Kompaniechef ernannt.
Zwischen den Kriegen wurde er am 29. Oktober 1755 zum Major befördert. Während des Siebenjährigen Krieges erhielt er das Grenadier-Bataillon des Johann Bernhard von Kremzow, das aus den Kompanien der Regimenter Nr. 22 („Fürst Moritz“) und Nr. 17 („Manteufel“) gebildet wurde, und wurde 1758 Oberstleutnant. In der Schlacht bei Kunersdorf wurde er schwer verletzt. Im Jahr 1760 bekam er wegen zahlreicher Verwundungen seinen erbetenen Abschied als Oberst. Das Bataillon erhielt Peter Christoph von Wopersnow. Tanne starb am 22. März 1790 in Auras.

### Familie
Er heiratete am 31. Januar 1753 Beate Henriette von Gessler (* 1730; † 4. März 1768) verwitwete von Kreyzen, eine Tochter des Feldmarschalls Friedrich Leopold von Geßler. Das Paar hatte 10 Kinder, darunter:
- Beate Amalie Friederike (* 23. Dezember 1753; † 20. Januar 1783) ⚭ 1779 Ludwig Wilhelm von Geßler (* 30. September 1751; † 1818)[4]